# César Ollier
Pour les articles homonymes, voir Ollier.
César Ollier, né à Courmayeur en 1865 et mort en septembre 1930, est un alpiniste italien, l'un des plus grands guides valdôtains de la fin du XIXe siècle.

## Biographie
Il est d'abord chasseur de chamois, puis porteur en 1890, avant d'être guide en 1894. Il est engagé en 1899 par Halford John Mackinder pour une campagne d'exploration en Afrique et réussit la première ascension du mont Kenya. En 1906, il retourne en Afrique avec Louis-Amédée de Savoie, explore le Rwenzori et gravit le mont Stanley. De retour dans les Alpes, et devenu finalement garde-chasse, il trouve la mort sur les flancs de la dent de Jétoula.

## Ascensions
- 1893 - Ascension de l'aiguille Blanche de Peuterey
- 1898 - Première ascension de l'aiguille de la Brenva
- 1898 - Première ascension de la tour et de la dent de Jétoula
- 1898 - Première ascension des pointes Hélène (4 045 m) et Marguerite (4 066 m) des Grandes Jorasses en compagnie de Louis-Amédée de Savoie, Joseph Petigax, Félix Ollier et Laurent Croux
- 1899 - Conquête du mont Kenya
- 1900 - Voie nouvelle à la dent du Géant
- 1906 - De nombreux sommets dans la chaîne du Rwenzori dont le pic Marguerite, point culminant du massif (mont Stanley)